# 물웅덩이

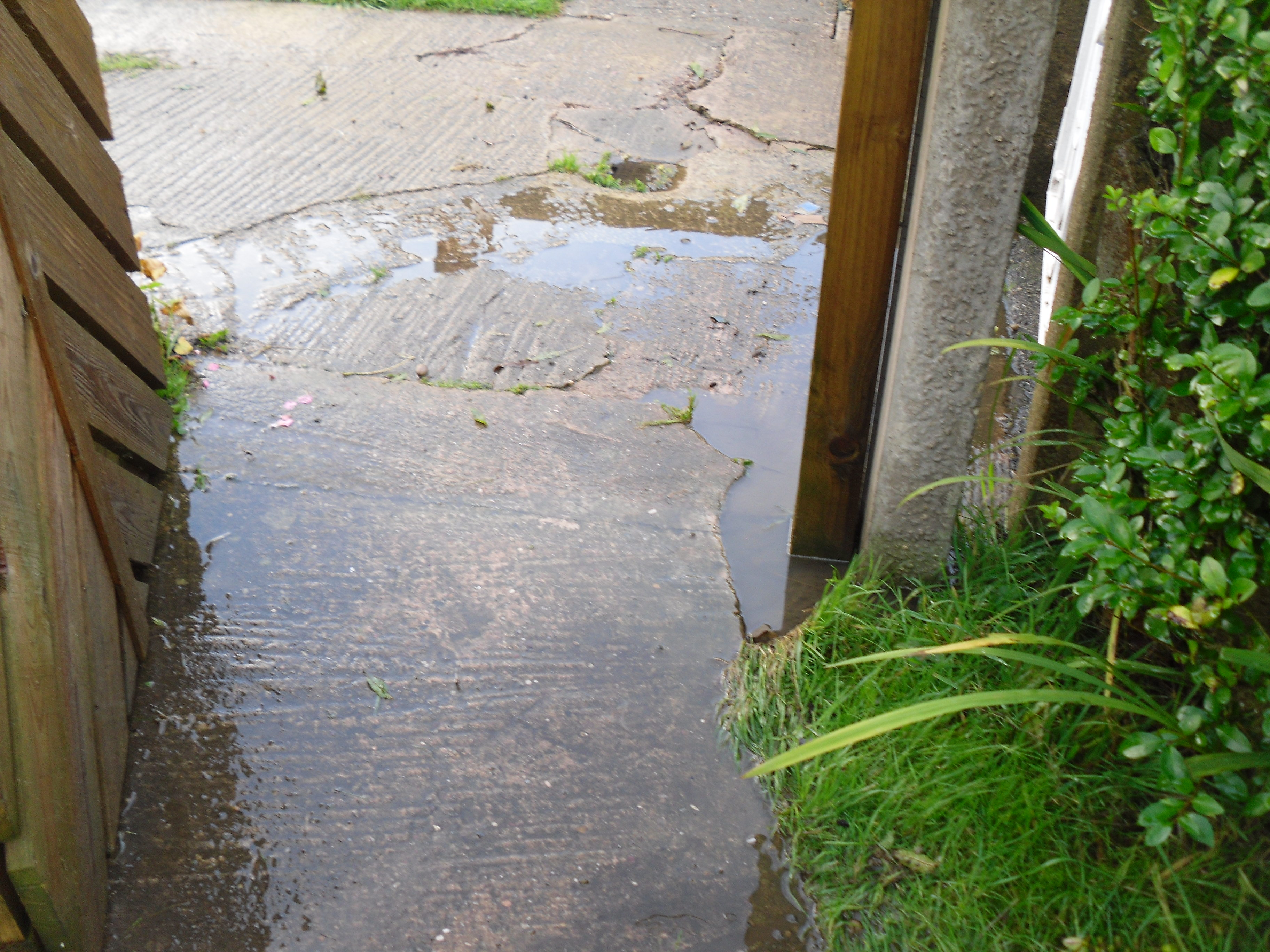
물웅덩이

물웅덩이는 표면에 작은 액체(보통 물)가 쌓인 것이다. 비가 내린 후에 생길 수도 있다. 이는 표면의 함몰된 부분에 고이거나 평평한 표면의 표면 장력에 의해 형성될 수 있다. 웅덩이는 주로 강수로 인해 주변 퇴적물이 교란되고 용해되어 탁한 물이나 진흙이 특징인 경우가 많다.
웅덩이는 일반적으로 걸어서 통과할 수 있을 만큼 얕고, 보트나 뗏목으로 횡단하기에는 너무 작다. 작은 야생 동물은 웅덩이에 빠질 수 있다.

## 같이 보기
- 블랙아이스
- 도랑
- 샘